# Johann Lange (Bürgermeister)

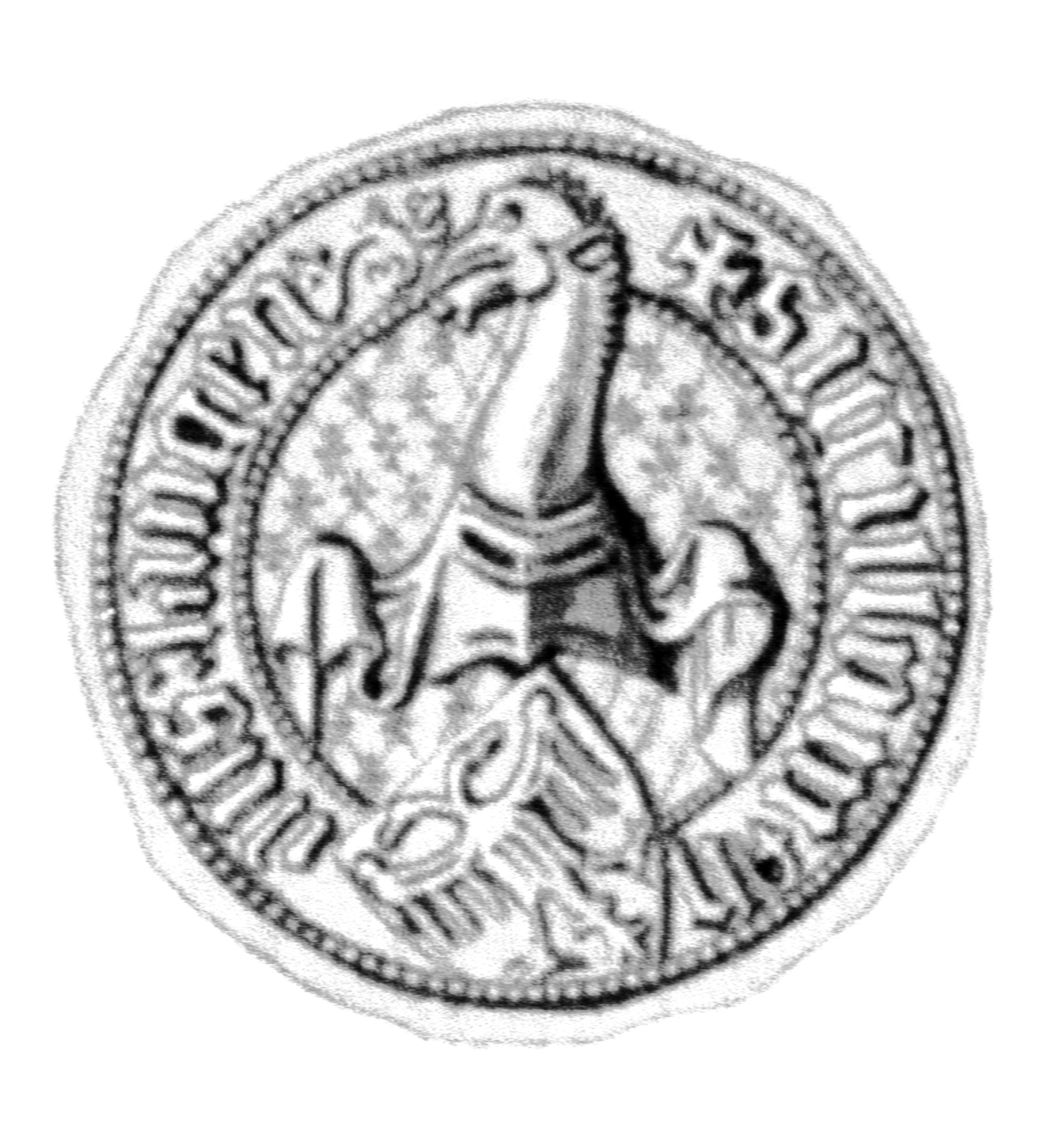
Siegel des Johann Lange

Johann Lange († 1415 in Lübeck) war ein Bürgermeister der Hansestadt Lübeck.

## Leben
Johann Lange war Sohn des Lübecker Ratsherrn Hermann Lange. Johann Lange war bereits seit 1405 als Kritiker des Alten Rates aufgetreten. Er gehörte dem Finanzkomitee und dem Bürgerausschuss der 60er an. Lange verhandelte mit dem vertriebenen Alten Rat in Mölln. Kurz darauf erhielt er zunächst vom Bürgerausschuss der 60er den Oberbefehl über die Lübecker Truppen bestehend aus bewaffneten Bürgern der Stadt. 1408 wurde Johann Lange in den Neuen Rat gewählt. Er war 1408 und 1409 Lübecker Bürgermeister. Sein Rücktritt aus dem Neuen Rat erfolgte zwischen seiner Zeit als Bürgermeister und seinem Tod 1415. In Testamenten Lübecker Bürger wird er mehrfach als Urkundszeuge und als Vormund aufgeführt.
Lange war mit Adelheid geb. Morkerke, einer Tochter des Ratsherrn Thomas Morkerke verheiratet. Er bewohnte von 1394 bis 1404 das Haus Königstraße 15 in Lübeck, zog danach in die Breite Straße 48. Lange verkaufte 1404 das Gut Rondeshagen für 300 Mark Lübisch. 1401 kaufte er Sierksrade. Er hatte das Patronat über eine Vikarie in der Jakobikirche, auf das er 1413 zugunsten des Lübecker Rates verzichtete. Im Lübecker Dom ist die Wappengrabplatte eines um 1420 verstorbenen Laurentius Lange überliefert, aber nicht im Bestand nachweisbar, die das gleiche Familienwappen zeigte.